# Eurocopa Sub-21 de 2006
La Eurocopa Sub-21 de 2006 fue la 26ª edición de dicho torneo de fútbol. Comenzó el 23 de mayo y finalizó el 4 de junio de 2006. La sede fue Portugal y participaron ocho equipos que avanzaron después de jugar la eliminatoria previa.

## Estadios
- Estadio Municipal de Águeda, Águeda
- Estadio Municipal de Aveiro, Aveiro
- Estádio Cidade de Barcelos, Barcelos
- Estadio Municipal de Braga, Braga
- Estadio Dom Afonso Henriques, Guimarães
- Estádio do Bessa XXI, Oporto

## Torneo final
Leyenda: Pts: Puntos; PJ: Partidos jugados; PG: Partidos ganados; PE: Partidos empatados; PP: Partidos perdidos; GF: Goles a favor; GC: Goles en contra; DIF: Diferencia de goles.

### Primera fase

#### Grupo A
| Equipo              | Pts | PJ | PG | PE | PP | GF | GC | DIF |
| ------------------- | --- | -- | -- | -- | -- | -- | -- | --- |
| Francia             | 9   | 3  | 3  | 0  | 0  | 6  | 0  | 6   |
| Serbia y Montenegro | 3   | 3  | 1  | 0  | 2  | 2  | 3  | -1  |
| Portugal            | 3   | 3  | 1  | 0  | 2  | 1  | 3  | -2  |
| Alemania            | 3   | 3  | 1  | 0  | 2  | 1  | 4  | -3  |

#### Grupo B
| Equipo       | Pts | PJ | PG | PE | PP | GF | GC | DIF |
| ------------ | --- | -- | -- | -- | -- | -- | -- | --- |
| Ucrania      | 6   | 3  | 2  | 0  | 1  | 4  | 3  | 1   |
| Países Bajos | 4   | 3  | 1  | 1  | 1  | 3  | 3  | 0   |
| Italia       | 4   | 3  | 1  | 1  | 1  | 4  | 4  | 0   |
| Dinamarca    | 2   | 3  | 0  | 2  | 1  | 5  | 6  | -1  |

### Segunda fase
|  | Semifinales         | Semifinales |   |  | Final              | Final |  |
|  |                     |             |   |  |                    |       |  |
|  | Braga, 1 de junio   |             |   |  |                    |       |  |
|  | Francia             | 2           |   |  |                    |       |  |
|  | Países Bajos (Pró.) | 3           |   |  |                    |       |  |
|  |                     |             |   |  |                    |       |  |
|  |                     |             |   |  | Oporto, 4 de junio |       |  |
|  |                     |             |   |  | Países Bajos       | 3     |  |
|  |                     | Ucrania     | 0 |  |                    |       |  |
|  |                     |             |   |  |                    |       |  |
|  |                     |             |   |  |                    |       |  |
|  |                     |             |   |  |                    |       |  |
|  | Aveiro, 1 de junio  |             |   |  |                    |       |  |
|  | Ucrania (p.)        | 0 (5)       |   |  |                    |       |  |
|  | Serbia y Montenegro | 0 (4)       |   |  |                    |       |  |

#### Final
| 4 de junio de 2006 | Países Bajos                          | 3:0 (2:0) | Ucrania | Estádio do Bessa XXI, Oporto        |                                     |
|                    | Huntelaar 11' 43' (pen.) · Hofs 90+4' | [http://en.archive.uefa.com/competitions/under21/history/season=2006/round=1914/match=84133/index.html (enlace roto disponible en Internet Archive; véase el historial, la primera versión y la última). Reporte] |         | Árbitro(s): Martin Hansson (Suecia) | Árbitro(s): Martin Hansson (Suecia) |

| PAÍSES BAJOS:  |    |                     |     |     |
|                |    |                     |     |     |
|                | 1  | Kenneth Vermeer     |     |     |
|                | 3  | Gijs Luirink        |     |     |
|                | 5  | Urby Emanuelson     |     |     |
|                | 6  | Stijn Schaars       |     |     |
|                | 7  | Romeo Castelen      |     | 69' |
|                | 8  | Nicky Hofs          |     |     |
|                | 9  | Klaas Jan Huntelaar |     |     |
|                | 10 | Ismaïl Aissati      |     | 78' |
|                | 16 | Dwight Tiendalli    |     |     |
|                | 17 | Ron Vlaar           | 74' |     |
|                | 20 | Demy de Zeeuw       |     |     |
| Sustituciones: |    |                     |     |     |
|                | 11 | Daniël de Ridder    |     | 69' |
|                | 4  | Ramon Zomer         |     | 78' |
| Entrenador:    |    |                     |     |     |
| Foppe de Haan  |    |                     |     |     |

| UCRANIA:              |    |                     |          |     |
|                       |    |                     |          |     |
|                       | 1  | Andriy Pyatov       |          |     |
|                       | 2  | Oleksandr Romanchuk | 26', 77' |     |
|                       | 5  | Oleksandr Yatsenko  | 42'      |     |
|                       | 6  | Dmytro Chygrynskiy  |          |     |
|                       | 10 | Artem Milevskiy     |          |     |
|                       | 11 | Ruslan Fomin        |          | 46' |
|                       | 14 | Yevhen Cheberyachko |          |     |
|                       | 15 | Hryhoriy Yarmash    | 38'      |     |
|                       | 17 | Taras Mykhalyk      |          |     |
|                       | 18 | Oleksiy Hodin       |          | 46' |
|                       | 19 | Oleksandr Maksymov  |          |     |
| Sustituciones:        |    |                     |          |     |
|                       | 7  | Maksym Feshchuk     | 59'      | 46' |
|                       | 8  | Oleksandr Aliyev    |          | 46' |
| Entrenador:           |    |                     |          |     |
| Alexei Mikhailichenko |    |                     |          |     |

| Asistentes: Fredrik Nilsson (Suecia) Roger East (Inglaterra) Cuarto árbitro: Howard Webb (Inglaterra) |

| Bandera de los Países Bajos |
| Campeón                     |
| Países Bajos                |
| 1.o título                  |

## Goleadores
| Jugador                 | Selección           | Goles |
| ----------------------- | ------------------- | ----- |
| Klaas-Jan Huntelaar     | Países Bajos        | 4     |
| Thomas Kahlenberg       | Dinamarca           | 3     |
| Nicky Hofs              | Países Bajos        | 3     |
| Bryan Bergougnoux       | Francia             | 2     |
| Ruslan Fomin            | Ucrania             | 2     |
| Artem Milevskiy         | Ucrania             | 2     |
| Leon Andreasen          | Dinamarca           | 1     |
| Rasmus Würtz            | Dinamarca           | 1     |
| Julien Faubert          | Francia             | 1     |
| Yoan Gouffran           | Francia             | 1     |
| Rio Mavuba              | Francia             | 1     |
| Florent Sinama-Pongolle | Francia             | 1     |
| Jérémy Toulalan         | Francia             | 1     |
| Eugen Polanski          | Alemania            | 1     |
| Rolando Bianchi         | Italia              | 1     |
| Giorgio Chiellini       | Italia              | 1     |
| Raffaele Palladino      | Italia              | 1     |
| Alessandro Potenza      | Italia              | 1     |
| Gijs Luirink            | Países Bajos        | 1     |
| Daniël de Ridder        | Países Bajos        | 1     |
| João Moutinho           | Portugal            | 1     |
| Branislav Ivanović      | Serbia y Montenegro | 1     |

Goles en contra
- Bruno Vale (por Francia)
- Zé Castro (por Serbia y Montenegro)